# جسر كان ثو
جسر كان ثو بالفيتنامية Cần Thơ ، هو جسر معلق على نهر الباساك الذي يعتبر الرافد الأكبر لنهر ميكونغ. وهذا الجسر يقع في مدينة كان ثو في جنوبي فيتنام.

## مواصفات الجسر

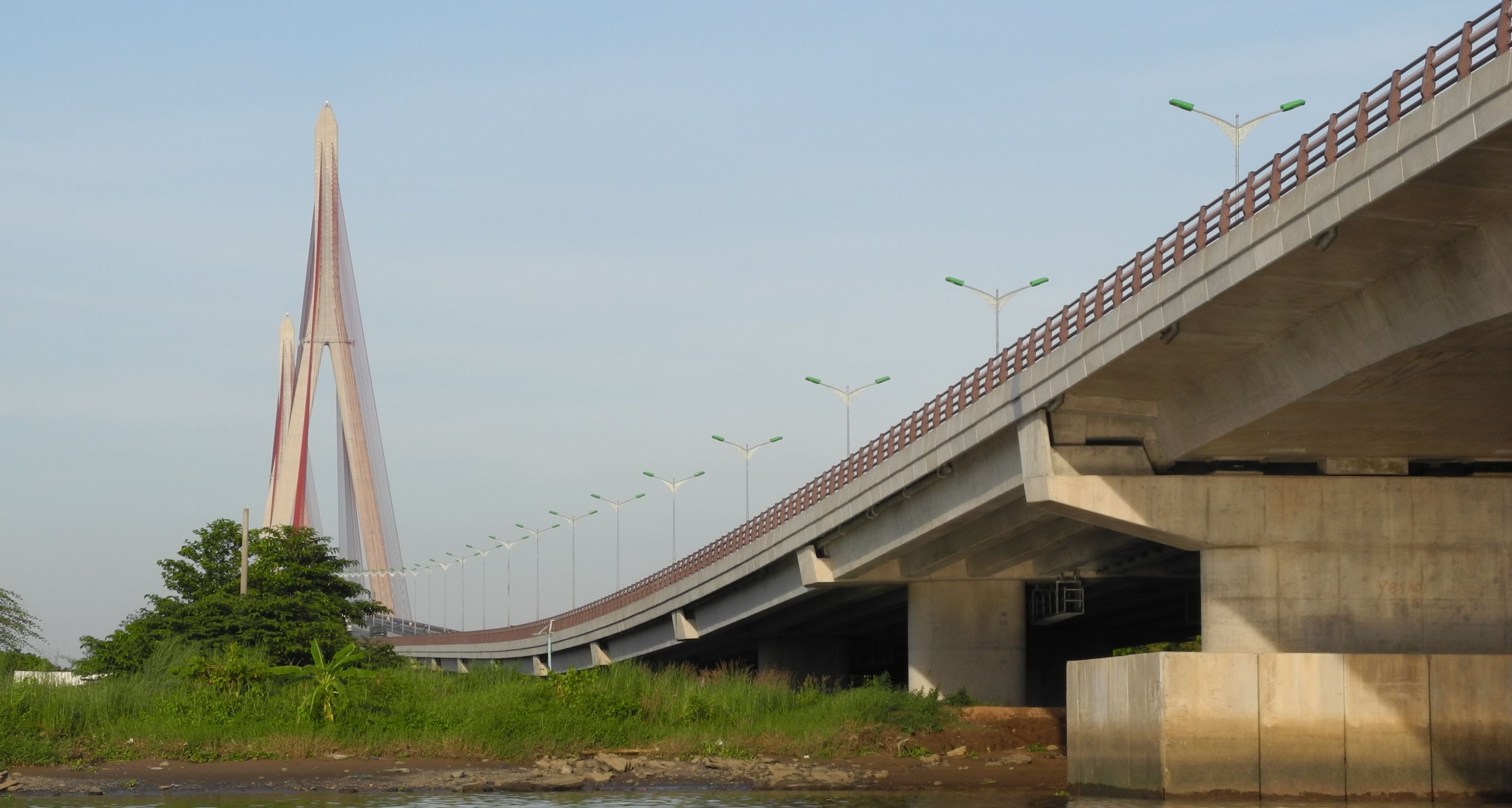
منظر جانبي لجسر كان ثو

يبلغ طول جسر كان ثو 2,750 متر، وأقصى ارتفاع له 175,3 متر، وعليه ستة مسارات للذهاب والإياب بعرض 23 متر منها 4 مسارات لمرور السيارات والعربات، ومسارين للمشاة مع ارتفاع 39 متر للسماح للسفن الكبيرة بالمرور أسفل الجسر  ، وافتتح الجسر في 24 أبريل عام 2010.
يعتبر الجسر حاليا من أطول الجسور الرئيسية المعلقة في جنوب شرقي آسيا، وقد كلف إنشاؤه 4,842 تريليون دونغ فيتنامي أي حوالي 342,6 مليون دولار أمريكي ليصبح أكثر الجسور كلفة في فيتنام.

## الإنشاء

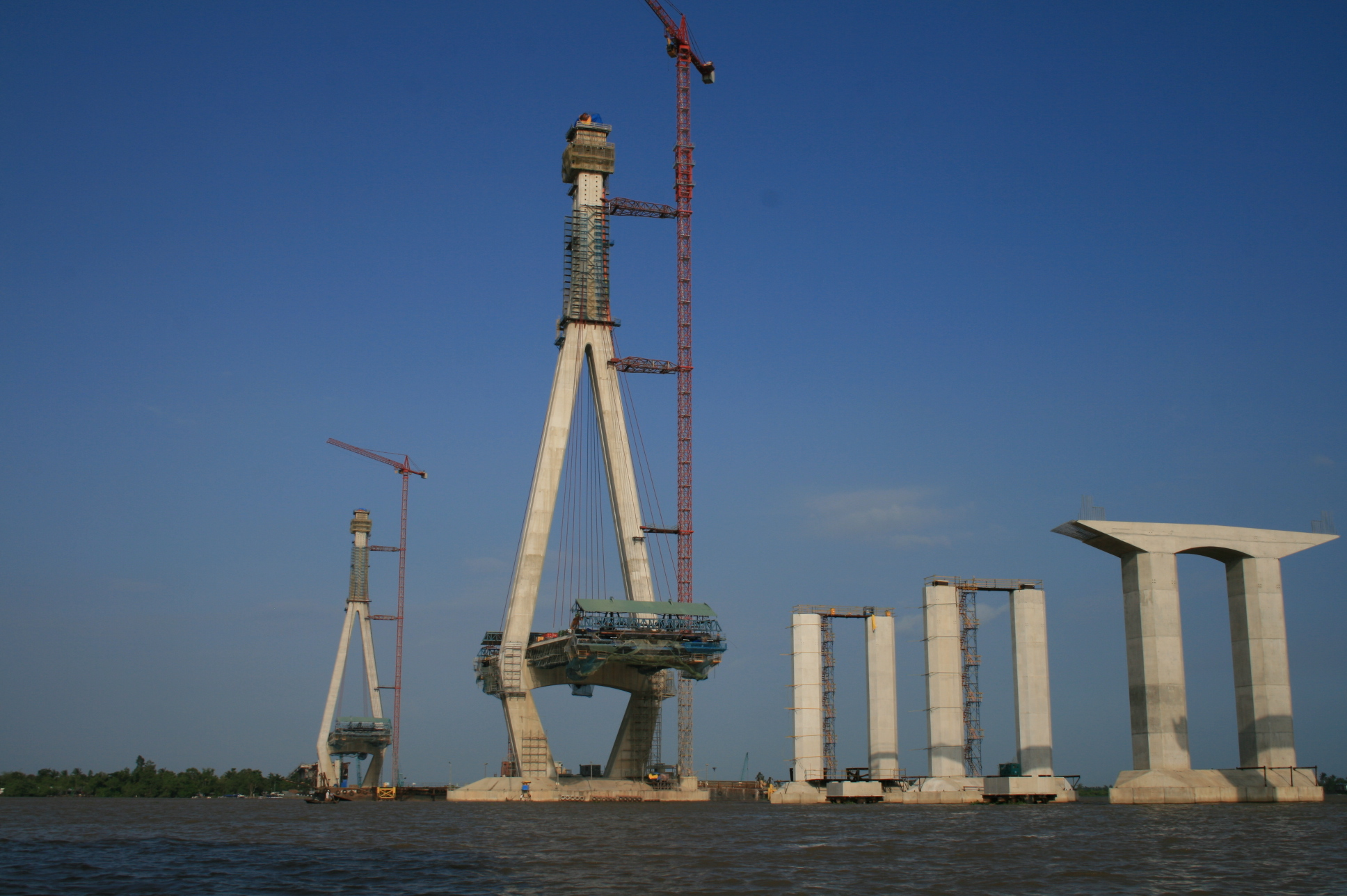
جسر كان ثو تحت الإنشاء

بدأ العمل في إنشاء هذا الجسر المعلق في 25 سبتمبر عام 2004 حيث كان المقرر أن ينتهي إنشاؤه في نهاية عام 2008 إلا أن انهيار الجسر غير المكتمل وهو تحت الإنشاء عام 2007 كان السبب المباشر في تأجيل افتتاحه. والجسر يعتبر واحداً من 17 جسر خطط لها لربط دلتا نهر الميكونغ بشبكة طرق فيتنام بحلول عام 2020 ، كما أصبح جسر كان ثو بديلاً للنقل بالعبارات النهرية إلى الطريق الوطني 1A ، ويربط إقليم فنه لونغ بالساحل الشرقي مع مدينة كان ثو الفيتنامية على الضفة الغربية للنهر.
أشرف على إنشاء هذا الجسر المجموعة الاستشارية "نيبون كوي شودال (Nippon Koei-Chodai)، وقامت بانشاؤه عدة شركات يابانية وهي: شركة تايسي كوربوريشن (Taisei Corporation) وشركة كاجيما (Kajima Construction) وشركة نيبون ستيل (Nippon Steel)، ومولت تكاليف المشروع المؤسسة اليابانية للتعاون مع قرض رسمي للمساعدة في التنمية من البنك الياباني للتعاون الدولي والحكومة الفيتنامية. كما وضع تأمين على المشروع من قبل شركة بتروميكس للتأمين المشترك وشركة بتروفيتنام للتأمين بمبلغ 3,2 تريليون دونغ فيتنامي (200 مليون دولار أمريكي)، وقسم مشروع إنشاء الجسر على ثلاثة عقود مع مقاول أول يتسلم البناء الأولي، والثاني بناء الجسر الأساسي، والثالث إنشاء الطريق الجنوبي إلى كان ثو.

## انهيار الجسر

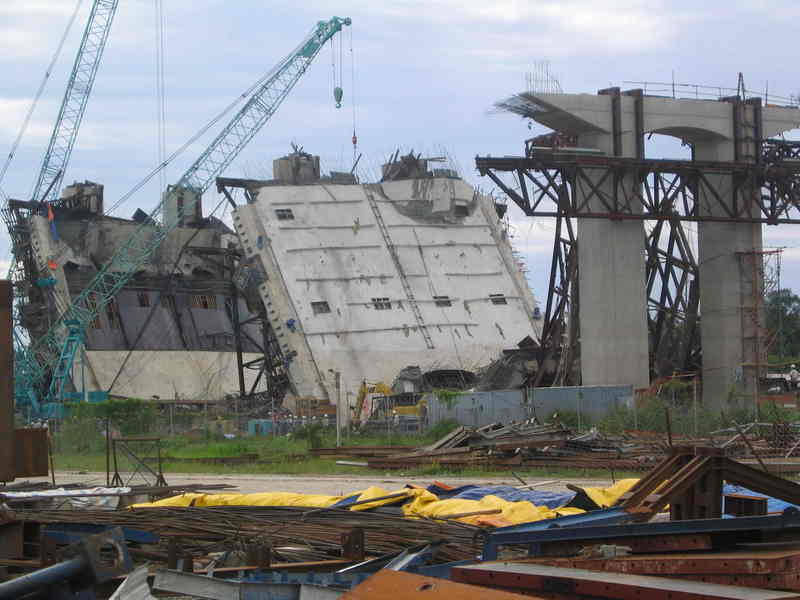
إنهيار جسر كان ثو تحت الإنشاء

إنهار جسر كان ثو وهو لايزال في مراحل الإنشاء حيث حدث الانهيار في الساعة الثامنة صباحاً بالتوقيت المحلي في 26 سبتمبر عام 2007 عندما كان جزء التسعين متر للتعلية ارتفع أكثر من 30 متر فوق الأرض عندها إنهار الجسر  وسقط الجزء المنهار فوق جزيرة صغيرة تقع في فنه لونغ بجانب الجسر  ، وكان متواجدا أثناء الانهيار 250 مهندس وعامل يعملون فوق وتحت الجسر في ذلك الوقت  فتسبب الانهيار في عدد من الوفيات والإصابات منها حسب أحد المصادر أنه توفي 52 شخص و140 جرحى  ، بينما هناك مصادر أخرى صرحت بأن الخسائر في الأرواح وصلت إلى 59  كما بلغوا آخرين من أن الذين فقدوا أرواحهم وصل إلى 64. وقد قال رئيس الإنشاءات الوطنية QA/QC الدكتور «تران شونغ» (Trần Chủng) بوزارة الإنشاءات الفيتنامية أن هذه الكارثة هي الأكبر في تاريخ أعمال البناء في فيتنام.

### جهود الإنقاذ
بعد الحادث مباشرة شارك الكثير من العمال والمهندسين في عمليات الإنقاذ وانتشال الموتى والجرحى من بين الركام  ، وشارك أيضاً المواطنين والطلبة بالإضافة لفرق الإنقاذ المدني، وأرسل مستشفى تشو راي (Chợ Rẫy) في مدينة هوشي منه فريقين محترفين للموقع للمشاركة في عمليات الإنقاذ. ووضعت فرق الإنقاذ تحت قيادة «هوانغ ترونغ هاي» (Hoàng Trung Hải) نائب رئيس الوزراء وقوات من وزارة الدفاع المدني الفيتنامي، وتسلمت جهود الإنقاذ دعم دولي، فقد أرسلت الغرفة التجارية الأمريكية في فيتنام مواردها الموجودة في مدينة هوشي منه وسنغافورة وبانكوك إلى كان ثو، وأرسل مركز طوارئ الإغاثة الدولية وعيادة طبية في هوشي منه فرقاً أولية مكونة من ثلاثة أطباء وممرضة ومدير عمليات ومترجم.
جهود الإنقاذ نفذت باستخدام رافعات بدلاً من الإنقاذ المباشر خشية خطر انهيار الجزء المتبقي من الجسر.

### رد فعل الحكومة الفيتنامية
نتيجة لصدى انهيار جسر كان ثو في مراحل الإنشاء أن ردت الحكومة الفيتنامية في يوليو عام 2009 تجاه المسؤولين عن الكارثة بأن حظرت التعامل مع شركة تايسي كوربوريشن وشركة «كاجيما» اليابانية من العمل في فيتنام لمدة عام واحد ملقية الملامة على هاتين الشركتين في كارثة الجسر والخسائر في الأرواح والأموال نتيجة الأخطاء وعدم إتباع أسس السلامة في الإنشاء والمراقبة.

## الافتتاح
انتهى البناء في جسر كان ثو أكبر جسر في تلك المنطقة في 12 إبريل من عام 2010، وأفتتح رسميا للمرور في 24 من شهر إبريل في نفس ذلك العام.